# El Orzán
El Orzán, fou un diari gallec editat a La Corunya entre 1918 e 1932.

## Història i característiques
Subtitulat Diario independente, aparegué l'1 de febrer de 1918. Estigué dirigit per José Pan de Soraluce, Leandro Pita Romero (des de l'1 de juny de 1924) i Victoriano Fernández Asís. Entre els seus col·laboradors hi havia Alfredo Tella, José Luis Bugallal Marchesi, Eduardo Pérez Hervada, Francisco Jiménez de Llano, Sebastián Naya, Dámaso Calvo Moreiras i Picadillo. Format per antics redactors d'El Noroeste, era un diari d'informació local de tendència monàrquica i conservadora. Cessà la seva publicació el 17 de juliol de 1932. En febrer de 1933 aparegué El Día, que pretenia ser el seu continuador.